# Cristina Noble
Christina Noble (Dublín, 23 de diciembre de 1944) es una activista irlandesa por los derechos del niño, trabajadora benéfica y escritora que fundó la Christina Noble Children's Foundation en 1989.

## Biografía
Cristina Noble nació el 23 de diciembre de 1944, en el barrio The Liberties de Dublín, en Irlanda. Su madre murió cuando ella tenía diez años. La enviaron a un orfanato y le dijeron deshonestamente que sus tres hermanos estaban muertos. Ella escapó y vivió en la calle en Dublín, donde fue violada en grupo, lo que la dejó embarazada. Su hijo fue adoptado en contra de su voluntad. Después de descubrir que el estado había mentido sobre la muerte de sus hermanos, Noble localizó a su hermano en Inglaterra y se mudó allí para vivir con él después de que ella cumplió 18 años. Aquí fue donde conoció, se casó con su esposo y tuvo tres hijos. Fue víctima de violencia doméstica.
En 1989, cuando sus propios hijos fueron adultos, visitó Vietnam y comenzó a cuidar a niños sin hogar. Esta acción se inspiró en un sueño recurrente que tuvo durante la Guerra de Vietnam. Esto finalmente la llevó a crear la Christina Noble Children's Foundation. Hasta la actualidad la Fundación ha ayudado a más de 700 000 niños en Vietnam y Mongolia.
Visitó Vietnam para cumplir su deseo filantrópico de cuidar de niños desfavorecidos
Es Oficial de la Orden del Imperio Británico.
En 2015, la película Noble relata su compromiso con los niños de Vietnam.